# Ranko Despotović
Ranko Despotović (Loznica, 1983. január 21. –) szerb válogatott labdarúgó.

## Nemzeti válogatott
A szerb válogatottban 4 mérkőzést játszott.

## Statisztika
| Szerb válogatott | Szerb válogatott | Szerb válogatott |
| Időszak          | Mérk.            | gól              |
| ---------------- | ---------------- | ---------------- |
| 2007             | 1                | 0                |
| 2008             | 1                | 0                |
| 2009             | 0                | 0                |
| 2010             | 0                | 0                |
| 2011             | 2                | 0                |
| Összesen         | 4                | 0                |